# Mary Neal
Mary Neal Orden del Imperio Británico (5 de junio de 1860 – 22 de junio de 1944), nombre de nacimiento Clara Sophia Neal, fue una trabajadora social inglesa y una estudiosa de las danzas folclóricas inglesas.

## Biografía
Neal nació en Edgbaston, Birmingham, en una familia acomodada. Su padre fue David Neal, un fabricante de botones. En 1888 comenzó a trabajar como voluntaria en la Misión Metodista de Londres occidental, de Hugh Price Hughes, ayudando a la gente pobre del Soho, Fitzrovia, y Marylebone en Londres, tomando el nombre de "hermana Mary". Organizó y dirigió un "Club de niñas trabajadoras" en Cleveland Hall, y también escribió para la revista de la misión. Según Emmeline Pethick-Lawrence, quien trabajó con ella en el club de niñas, tenía "un fuerte sentido del humor y una profunda aversión por la irrealidad, también tenía una lengua muy filosa".
El club de niñas fue un gran éxito, pero en otoño de 1895, Neal y Pethick dejaron la misión para establecer su propio club de niñas, llamado Espérance Club en Cumberland Market. Querían evitar las restricciones impuestas por la misión y experimentar con danza y teatro. También fundaron un emprendimiento textil con el fin de proveer empleo.
En 1905 conoció a Cecil Sharp en el Conservatorio the Hampstead. Comenzaron a colaborar entre sí en un encuentro de música tradicional inglesa. Las jóvenes del Espérance Club comenzaron a trabajar a demanda como instructoras de música folclórica en Londres y alrededores.
Neal y Lily Montagu, quien patrocinó el club para jóvenes judías, compraron una casa en Littlehampton, Sussex, en 1925 y la llamaron"Green Bushes" (arbustos verdes). La convirtieron en una casa de vacaciones para niñas. Neal también viajó a Estados Unidos entre 1910 y 1912 para promover las danzas folclóricas inglesas.
Siguiendo a Keir Hardie y Edward Carpenter, Neal se hizo socialista. En 1899, asistió al Congreso Internacional de Mujeres en Londres. En 1906, Neal y Emmeline Pethick-Lawrence asistieron a una reunión en la casa de Chelsea de Sylvia Pankhurst, donde se fundó la Unión Social y Política de las Mujeres" (Women's Social and Political Union - WSPU). Se unió a la WSPU y más tarde a la United Suffragists.
Neal fue líder de la organización juvenil Kibbo Kift.. Se desempeñó como juez de paz en  Sussex Occidental en 1934, trabajando sobre delincuencia juvenil. También fue miembro de la Liga Howard para la Reforma Penal ("Howard League for Penal Reform"). Sus servicios al folclore inglés hicieron que fuera designada Comandante de la Orden del Imperio Británico en 1937.